# Putnok
Putnok là một thành phố thuộc hạt Borsod-Abaúj-Zemplén, Hungary. Thành phố này có diện tích 34,73 km², dân số năm 2010 là 6826 người, mật độ 197 người/km².